# Elecciones presidenciales de Guatemala de 1898
Las Elecciones generales de Guatemala de 1898 fueron un proceso electoral extraordinario que se llevó a cabo para elegir un presidente definitivo luego del asesinato del general José María Reina Barrios el 8 de febrero de 1898.  Las elecciones fueron convocadas por el presidente interino, licenciado Manuel Estrada Cabrera, quien manipuló el proceso para resultar electo.

## Proceso electoral

### Candidatos presidenciales
Los candidatos presidenciales fueron:
| Nombre                 | Partido     | Postulado por:                      | Información adicional |
| ---------------------- | ----------- | ----------------------------------- | --- |
| Manuel Estrada Cabrera | Liberal     | La Unión Liberal                    | Fungía como presidente interino tras el asesinato del general José María Reina Barrios. En su programa político indicó que había examinado la grave situación que dejó Reina Barrios, y se consideró capaz para tan difícil empresa y afirmó que el respeto a la ley era el primer punto de un programa que ofrecía consideración al pueblo. Asimismo, indicó que el segundo punto principal de su plan de gobierno era que éste se desarrollaría conforme al credo liberal que no estaba reñido con el texto de las leyes ni con el respecto que merecían las opiniones de lo adversarios. |
| Próspero Morales       | Liberal     | No fue postulado por ningún partido | Había sido, como Estrada Cabrera, ministro del gabinete del general Reina Barrios, pero renunció en marzo de 1897 debido a la crisis en que se encontraba el gobierno. Posteriormente fue uno de los líderes de la fracasada Revolución quetzalteca. |
| José León Castillo     | Liberal     | Clubes Castillistas                 | Era el candidato con más apoyo y mejor plan de trabajo. Hubiese ganado si las elecciones hubieran sido legales. La Ley lo definía como «un hombre que a pesar de no ser excepcional ni en las artes ni en las ciencias, era honrado, de carácter recto, y que amaba a su patria y lucharía con el deseo de mejorarla». Su programa de gobierno era «por el pueblo y para el pueblo» y ofrecía protección a los agricultores, artesanos y comerciantes; honor al mérito; amistad Centroamérica y México; hospitalidad para el extranjero laborioso y consideración para el ejército.         |
| Francisco Fuentes      | Liberal     | Liberales de Quetzaltenango         | Era un hombre probo y respetado en Quetzaltenango, en donde fue postulado para la candidatura presidencial. |
| José Llerena           | Conservador | Partido Conservador                 | Hábil doctor en medicina; hombre serio, valeroso de gran juicio y muy identificado con su partido. |

### Período de propaganda política

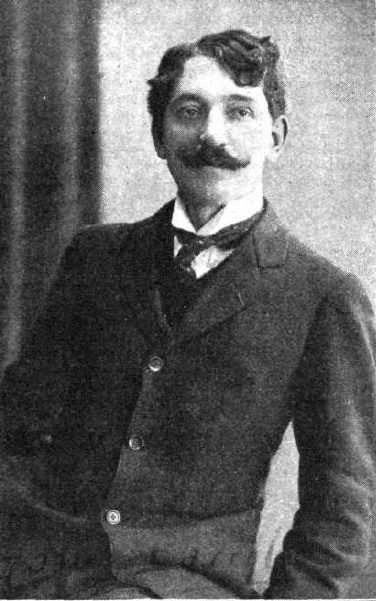
Enrique Gómez Carrillo, famoso cronista y periodista guatemalteco. Fue un constante propagandista político de Estrada Cabrera, llegando incluso a batirse en su nombre en Europa.

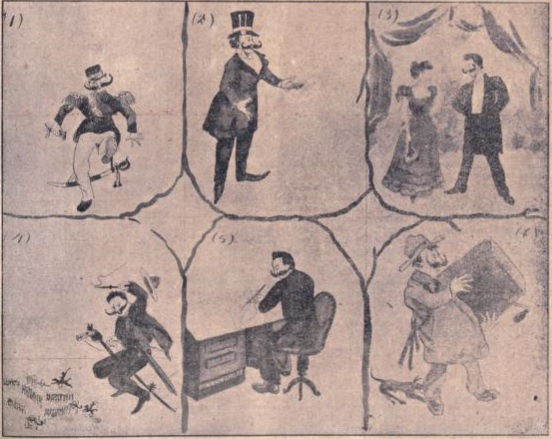
Caricatura del plan de gobierno de José León Castillo de acuerdo al periódico satírico El Torpedo; (1) usar el traje de general para pasear por las calles, (2) usar traje elegante para los diplomáticos y las damas, (3) atender bailes y recepciones, (4) hacer la guerra con soldaditos de juguete, (5) usar su firma para obtener millones y (6) la realidad: tras perder las elecciones ir con su música a otra parte.

El famoso escritor guatemalteco Enrique Gómez Carrillo escribía frases como éstas durante la campaña presidencial para la primera elección de Estrada Cabrera en 1899:
- «(Estrada Cabrera) es un hombres sincero. También es un hombre convencido, de buena voluntad y de fe entera.  Tiene ideas por las cuales lucha y en aras de las cuales se sacrificaría si fuese necesario.  Es un hombre.»[4][5]
- «Sus labios forman un contraste con sus ojos.  Los ojos siempre brillantes, siempre serenos, revelan la fuerza interior y el dominio de su propia alma.  Los labios son bondadosos y sentimentales.  La frente es amplia y sin pliegue alguno, frente de hombre estudioso, frente en la cual se refleja la robustez intelectual.»[4][5]

Y ya cuando la elección estaba próxima, escribía:
- «Hace dos meses, nuestro candidato era una esperanza;  hoy es una realidad.  Hace dos meses nos animaba la confianza en sus principios, en su corazón y en su talento.  Hoy es su conducta la que acrecienta y fortifica nuestra confianza.  Por eso después de haber tenido un candidato que era del partido liberal, tenemos hoy a un candidato que es el de la Patria.  Era lo que necesitábamos.  Mañana, en fin, cada patriota hará ver hasta donde llega su patriotismo y cada liberal de qué matiz es su liberalismo.»[4][5]

Por su parte, el periódico opositor La Ley, que apoyaba a José León Castillo, analizó a Estrada Cabrera diciendo que, como había sido ministro de Gobernación hasta pocos meses antes de la muerte del general Reina barrios, su gobierno sería muy similar al del fallecido presidente; es decir, habría inicialmente leyes muy liberales y desarrollo en la instrucción y en las obras públicas, y al cabo de unos pocos años habría un régimen despótico, que acabaría con la hacienda pública, confiscaría bienes, atacaría la libertad de prensa, llenaría de luto a las familias guatemaltecos y prorrogaría inconstitucionalmente su período presidencia.  Sin saberlo, La Ley había predicho exactamento lo que iba a ocurrir los siguientes veintidós años en la historia política de Guatemala.
El 6 de junio de 1898, el periódico castillista La Ley exigía que la Asamblea Nacional Legislativa se convocara para el primero de agosto -día en que se inicaban las elecciones- porque siendo el presidente interino uno de los candidatos, éste recibiría pliegos de las juntas electorales pues por medio de intrigas ya había llevado a la alcaldía de la Ciudad de Guatemala a uno de sus incondicionales cabreristas.  Desoyendo estas exigencias, el 27 de junio de 1898, Estrada Cabrera emitió un decreto para que la Asamblea Nacional Legislativa se reuniera el 1.° de septiembre para realizar el escrutinio de votos de las elecciones. La comisión electoral permanente solicitó entonces al presidente interino que revocara ese decreto y que convocando a la Asamblea para los primeros días de agosto y no esperar hasta septiembre, pero el presidente denegó la solicitud porque la comisión permanente no era un cuerpo consultivo y no tenía la atribución de hacer iniciativas de la ley y que no tenía derecho a vetar lo actuado por le ejecutivo.
El 12 de junio de 1898, el periódico Pro Patria -que también apoyó a León Castillo- publicó una crítica severa a las tácticas que estaba utilizando Estrada Cabrera para las elecciones.  El periódico afirmaba que Estrada Cabrera los toleraba durante la época electoral, pero que cuando los setecientos mil indígenas que «estaban aprendiendo a decir "Vas botar Cabreta"» hubieran depositado sus votos, el gobierno ya no les permitiría circular.  También informó que estas elecciones comprobaban el acierto de la constitución de 1879 -reformada por el general Manuel Lisandro Barillas Bercián en 1885- que prohibía a los presidentes interinos participar en las elecciones presidenciales, ya que daban al traste las elecciones libres pues disponían de dinero público y de fuerza militar y policial; el periódico acusó al presidente interino de espiar y perseguir a León Castillo y de hacer propaganda con los empleados públicos.
Para entonces, circulaba un periódico satírico llamado El Torpedo editado por Napoleón Rivera Cabezas, e impreso en la Tipografía Síguere y Cía, misma que había impreso La Ilustración Guatemalteca.  Este periódico, además que criticar duramente a Castillo, hacía burla de su persona y de los periódicos que lo apoyaban. Entre las acusaciones que le hacían, estaba la de que hombres bajo su mando colgaron de las manos al señor Cuevas, dueño de la finca La Carbonera, por haber delatado a Tadeo Trabanino los líderes de la frustrada invasión de 1897, de robarle su dinero y todos los artículos de comercio que tenía en su finca y de haber, entre otros crímenes contra la familia.  También lo acusaban de que como jefe del Castillismo, personalmente repartió las cuatro monturas quitadas al mismo Cuevas; en total, las pérdidas en «La Carbonera» habrían ascendido a quince mil pesos. Por otra parte, lo acusaban de que muchos de sus correligionarios se hacían pasar por cabreristas y esperar las elecciones para dar el empuje necesario a efecto de hacer triunfar la candidatura independiente y para evitar represalias en su contra.
El 14 de julio de 1898 el presidente interino envió una circular secreta a todos los jefes políticos y comandantes departamentales ordenándoles despedir inmediatamente a los alcaldes que no eran de la confianza del gobierno y que nombraran personas afines a Estrada Cabrera; de esta forma, solamente sus partidarios intervinieron en las mesas electorales.  También se ordenaba que alistaran las boletas de votantes y que las elaboraran registradores cabreristas, dejando un número considerable en blanco, y que pagaran estos servicios con fondos que el presidente había destinado para ello. Finalmente, se les ordenaba que si algún candidato opositor tenía una considerable cantidad de votos, que movilizaran a los adeptos cabreristas y que hicieran votar cuantos fuera necesario.
En su número del 16 de julio, El Torpedo atacó a José León Castillo, como era su costumbre, pero también a Francisco Lainfiesta, a quien acusó de que -valiéndose de su puesto como Ministero de Fomento y Secretario privado del presidente Justo Rufino Barrios- se aprovechó de la familia del hermano de su esposa Luz Marure, para apropiarse de sus bienes y herencia. Ya para el 28 de julio la policía amenazaba a los vendedores de la La Ley para que no lo siguieran ofreciendo, aparecían circulares castillistas apócrifas que hacía la policía secreta, los principales miembros de los clubes castillistas que estaban en el interior de la república fueron hechos prisioneros, el registro de ciudadanos no daba boletas a los partidarios de León Castillo. Y también se hicieron graves acusaciones de que se estaban sacando criminales peligrosos de las cárceles para trabajar a favor de la candidatura de Estrada Cabrera, vapuleando, amenazanda e -incluso- aseinando a los partidarios de León Castillo, y que habían conformado la policía secreta del presidente interino.  Y cuando las elecciones estaban próximas, ya varios generales estaban vigilados por la policía secreta del presidente interino, quien también ordenó llevar todas las armas de los departamentos a la capital para evitar sobresaltos, removió a catorce jefes políticos por no apoyar la candidatura oficial y concentró a siete mil partidarios armados en la Ciudad de Guatemala.
La Ley dejó de circular el 26 de julio, y Pro Patria el 28; serían los últimos periódicos independientes que lograron circular durante el gobierno de Manuel Estrada Cabrera.
Próspero Morales, desesperado por los abusos de Estrada Cabrera y viendo perdida su candidatura presidencial, se alzó en armas e invadió Guatemala desde Tapachula el 22 de julio, junto con sesenta voluntarios.  Tomaron San Marcos y pelearon durante dos semanas, pero fueron derrotados por las fuerzas del gobierno, que contaban con cuatrocientos hombres y dos piezas de artillería. Existen varias versiones de lo que ocurrió con Morales: el historiador Rafael Arévalo Martínez indica que fue hecho prisionero, y finalmente murió en prisión tres semanas después del inicio de su fracasada invasión; por su parte, el exiliado guatemalteco Felipe Pineda C. en su libro Para la historia de Guatemala indica que Morales ya estaba enfermo cuando invadió Guatemala, y sucumbió a su enfermedad, dando como resultado el fracaso de su expedición.

## Resultados
Aprovechando la invasión de Morales, Estrada Cabrera movilizó doce mil hombres, suspendió las garantías constitucionales y pidió ayuda a un buque inglés, que cañoneó el puerto de Ocós y lo ocupó.  El estado de sitio permaneció hasta el día de las elecciones, en que, de acuerdo al exiliado guatemalteco Felipe Pineda C., en su libro Para la historia de Guatemala de 1902, ocurrieron las siguientes anomalías:
- trescientos presidiarios liberados por Estrada Cabrera votaron en varios lugares del país, varias veces y con distintos nombres,[14]
- los soldados vestidos de civil votaron hasta veinte veces cada uno[14]
- las municipalidades remitieron listados en los que incluyeron menores de edad y difuntos como votantes efectivos[14]

Estrada Cabrera resultó elegido con una abrumadora mayoría de votos, que incluso superó a los ciudadanos registrados para votar en ese momento, y el 25 de septiembre de 1898, la Asamblea Nacional Legislativa lo declaró popularmente electo presidente constitucional de la República para el período del 15 de marzo de 1899 al 15 de marzo de 1905.  Morales ya había muerto y José León Castillo tuvo que salir al exilio y no regresó a Guatemala sino hasta después del derrocamiento de Estrada Cabrera en abril de 1920.
El 3 de junio de 1899, el candidato conservador José Llerena y los castillistas Juan Francisco Ponciano y José Esteban Sánchez fueron los primeros de una larga lista de perseguidos políticos que se asilaron en la embajada mexicana del recién llegado escritor y diplomático Federico Gamboa.